# Huaca del Sol

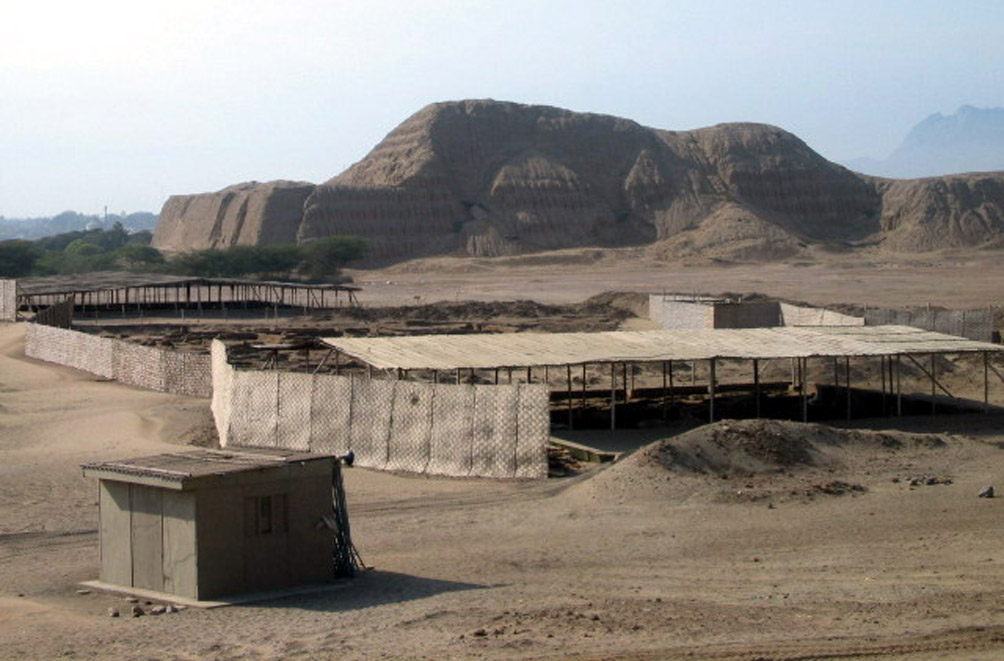
Huaca del Sol

Huaca del Sol (Świątynia Słońca) – ogromna prekolumbijska budowla zbudowana z suszonych cegieł przez kulturę Moche. Znajduje się w pobliżu wulkanu Cerro Blanco w dolinie Moche na północnym wybrzeżu Peru.
Budowla mierzy 40 m wysokości i ma wymiary 345x160 m. W przeszłości jej wysokość wynosiła prawdopodobnie ok. 50 m. Według badaczy do jej budowy użyto 130 milionów suszonych cegieł, co czyni ją największą tego typu strukturą na obu kontynentach amerykańskich. Wzniesiona w 8 stadiach konstrukcyjnych budowla składała się z czterech poziomów. Założenie miało kształt krzyża. W części północnej znajdowała się niska, rozległa platforma, na szczyt której wiodła przypuszczalnie rampa. 
W pobliżu Huaca del Sol znajduje się siostrzana konstrukcja zwana Huaca de la Luna (Świątynia Księżyca). Obie budowle położone są w centrum stolicy kultury Moche, były otoczone wielkim murem i najpewniej pełniły funkcję zarówno religijne, polityczne jak i rezydentalne. 
Szacuje się, że wznoszenie Huaca del Sol trwało od początków naszej ery do ok. 600 roku n.e. Cegły do budowy wyrabiano z rzecznego mułu, które następnie układano warstwami. Ok.  560 roku obiekt został uszkodzony i opuszczony po ogromnej powodzi, na którą wpływ miało przypuszczalnie zjawisko El Niño. Wiele zniszczeń spowodowali w 1602 roku hiszpańscy osadnicy, którzy zmienili bieg rzeki Moche, by ułatwić sobie poszukiwanie złota w budowli – woda doprowadziła do podmycia i zniszczenia znacznej części struktury.